# Vicente Roig y Villalba
Vicente Roig y Villalba OFMCap (* 29. August 1904 in Guadassuar; † 5. April 1977) war ein spanischer römisch-katholischer Ordensgeistlicher und Bischof von Valledupar.

## Leben
Vicente Roig y Villalba trat der Ordensgemeinschaft der Kapuziner bei und empfing am 17. Dezember 1927 das Sakrament der Priesterweihe.
Am 15. Dezember 1944 ernannte ihn Papst Pius XII. zum Titularbischof von Arad und zum Apostolischen Vikar von Guajira. Der Apostolische Nuntius in Kolumbien, Erzbischof Carlo Serena, spendete ihm am 11. März 1945 die Bischofsweihe; Mitkonsekratoren waren der Weihbischof in Bogotá, Emilio de Brigard Ortiz, und der Apostolische Vikar von Los Llanos de San Martín, Francisco José Bruls Canisius SMM.
Papst Pius XII. bestellte ihn am 4. Dezember 1952 zum ersten Apostolischen Vikar von Valledupar. Roig y Villalba nahm an allen vier Sitzungsperioden des Zweiten Vatikanischen Konzils teil. Vicente Roig y Villalba wurde am 25. April 1969 infolge der Erhebung des Apostolischen Vikariats Valledupar zum Bistum erster Bischof von Valledupar.